# Paul Barril
Pour les articles homonymes, voir Barril.
Paul Barril, né le 13 avril 1946 à Vinay (Isère), est un ancien officier de la Gendarmerie nationale, élevé au grade de capitaine, auteur de plusieurs livres sur sa carrière, qui abordent diverses affaires impliquant l'État français.
Élève du colonel Michel Veillon, un ancien combattant chargé de la protection du général de Gaulle et officier instructeur à l'École des officiers de la Gendarmerie nationale (EOGN), il partage avec son formateur deux points communs : tous deux sont tireurs d'élite et fils et petits-fils de gendarmes. Gendarme jusqu'en 1984, il commande le Groupe d'intervention de la Gendarmerie nationale (GIGN) pendant deux ans avant de participer à la création de la cellule antiterroriste de l'Élysée sous le premier septennat de François Mitterrand. Jeune retraité militaire, il fonde ensuite plusieurs entreprises dans le domaine de la sécurité privée. Ses activités en Afrique et plus particulièrement au Rwanda à l'époque du génocide font l'objet de nombreuses controverses.

## Biographie
Fils et petit-fils de gendarmes, son grand-père est grièvement blessé durant la bataille de Verdun durant la Première Guerre mondiale, ce qui lui vaut la Légion d'Honneur, la Médaille Militaire et la Croix de Guerre 1914-1918 avec palme. Le jeune Paul Barril, grandit au gré des affectations de son père dans plusieurs brigades de gendarmerie. De fait, cette dernière apparaît pour lui très tôt comme une vocation, par tradition comme par passion.

### Carrière militaire
Major de sa promotion de l'EOGN en 1975[réf. nécessaire], il devient par la suite commandant en second du GIGN auprès du commandant Christian Prouteau de 1978 à 1980, puis commandant du GIGN par intérim de 1981 à 1982 (le commandant Prouteau ayant reçu pour mission de créer le GSPR). Il est décoré le même jour que Michel Veillon dans la cour des Invalides, élevé au rang de chevalier de la Légion d'honneur et son formateur à celui d'officier.
En 1979, il fait partie de l'équipe du GIGN envoyée à La Mecque pour aider le pouvoir saoudien à venir à bout d'une prise d'otages dans la Grande mosquée après, selon lui, une conversion à l'islam « express » car aucun non-musulman ne peut entrer dans La Mecque. Après l'attentat de la rue Marbeuf du 22 avril 1982, il participe avec Christian Prouteau à la création de la cellule antiterroriste de l'Élysée. Il est impliqué dans plusieurs affaires retentissantes comme celle des Irlandais de Vincennes qui éclate peu après et l'affaire des écoutes de l'Élysée, révélée onze ans plus tard. Il n'est pas poursuivi dans le cadre des procès concernant la perquisition irrégulière effectuée chez les « Irlandais ». Cependant le 17 septembre 1992, Paul Barril perd le procès en diffamation qu'il avait intenté contre Le Monde pour un article d'Edwy Plenel relatant son rôle dans cette affaire. « Fait rarissime dans un jugement en diffamation, le tribunal de Paris estime alors que le journaliste a apporté la preuve de ses écrits et se prononce sur le fond en désignant le coupable : « L'opération des Irlandais n'a été de bout en bout qu'un montage réalisé par le capitaine Barril » ». Le jugement est confirmé en appel et en cassation.
Dans son ouvrage Guerres secrètes à l'Élysée, il remet en question le suicide de François de Grossouvre. Poursuivi par Gilles Ménage, il est condamné, pour diffamation envers une personne dépositaire de l'autorité publique, à 70 000 F d'amendes (50 000 F pour ses accusations au sujet du suicide de François de Grossouvre, 20 000 F pour d'autres accusations), 200 000 F de dommages et intérêts et à la publication d'un communiqué judiciaire à ses frais dans la presse,.

### Rôle au Rwanda
L'aspect le plus controversé des activités de Paul Barril est son implication au Rwanda pendant la première moitié des années 1990, à l'époque où se prépare le génocide des Tutsi. Barril retourne à Kigali en avril 1994, le mois de l'attentat contre l'avion transportant le président Juvénal Habyarimana et d'autres personnalités, au moment où commence le génocide. S'il est difficile d'imaginer que les services secrets français ignoraient ses activités, Paul Barril a déclaré « n'avoir pas besoin de prendre [ses] ordres de l'Élysée ou de Matignon » et « savoir la direction qui est bonne pour [son] pays ».
Le capitaine Barril se présente comme un conseiller du président Habyarimana. Il est contacté en 1989 concernant une réorganisation des services de renseignements rwandais. D'autres sources parlent d'un audit de l'armée rwandaise réalisé en 1990. Barril est alors très proche de la femme du président, Agathe Habyarimana, et des membres de l'Akazu, qui sont responsables de l'organisation du génocide de 1994.
Il est également présent à Kigali le 7 et le 27 avril 1994. Après l'assassinat de Juvénal Habyarimana il est engagé, via sa société SECRETS, par sa veuve (Agathe Habyarimana) pour éclaircir l'affaire et déclare à des journalistes du Monde et de France 2 détenir les boîtes noires de l'avion présidentiel. Il est également l'un des promoteurs de la thèse d'une culpabilité du FPR dans l'attentat.
À la même époque, le 20 mai 1994, il est chargé par le gouvernement intérimaire Hutu, qui dirige le pays pendant le génocide, de recouvrer un acompte de 1 650 000 dollars américains versé dans le cadre d'un contrat d'achat d'armement non honoré.
Selon l'historienne Alison Des Forges et le journaliste Patrick de Saint-Exupéry, le capitaine Paul Barril serait associé à l'opération insecticide qui aurait eu lieu entre avril et juin 1994.
Le 7 juin 2012, le juge anti-terroriste Marc Trévidic après avoir entendu Paul Barril ordonne une perquisition chez lui dans le cadre de l'enquête sur l'attentat du 6 avril 1994 au Rwanda. Barril dément alors avoir été en possession des boîtes noires de l'avion. Cette perquisition permet de mettre la main sur un contrat qu'il avait signé le 28 mai 1994 avec le premier ministre du gouvernement intérimaire rwandais, Jean Kambanda, qui confirme des informations partielles antérieures. Devant ces éléments nouveaux, le 25 juin 2013, il est l'objet d'une plainte pour « complicité de génocide » déposée par la FIDH, la Ligue des droits de l'homme et l'association Survie auprès du Tribunal de grande instance de Paris. Il lui est reproché, alors que le génocide se déroulait, d'avoir signé « un accord d’assistance de fourniture d’armes et de munitions, et de formation et d’encadrement » avec les génocidaires hutu pour le compte d'une société privée,. À la suite de cette plainte les magistrats parisiens ont ouvert une information judiciaire le 27 juin 2013. Cette information judiciaire n'a pas abouti et aucune procédure n'a été ouverte contre Paul Barril.
Interrogé comme témoin, le 7 juin 2012, Barril avance aux policiers de la section antiterroriste des éléments selon lesquels il avait débarqué aux États-Unis le 31 mars et en était parti le 13 avril 1994; prouvant ainsi qu'il n'était pas à Kigali le 6 avril 1994, jour de l’assassinat de Juvénal Habyarimana.

### Rôle au Congo-Brazzaville
Dans son livre Noir silence, François-Xavier Verschave mentionne l'aide qu'aurait apportée Paul Barril, via sa société SECRETS, en recrutant quatre mercenaires en 1991, auprès de Denis Sassou-Nguesso, pour le compte d'Elf.

## Dans le privé
À la suite de l'affaire des Irlandais de Vincennes, fin 1984, il crée la société Epsylon, rue d'Artois, à Paris.
Paul Barril est également le dirigeant de la société SECRETS (pour Société d'Études de Conception et de Réalisation d'Équipements Techniques de Sécurité), pour des interventions de « sécurité » dans des pays étrangers (Congo-Brazzaville).
En 1988, il constitue un « groupe d'action » autour du président Félix Houphouët-Boigny, en Côte d'Ivoire[réf. nécessaire].
Mis en cause par un des suspects déjà écroués dans le cadre de l'enquête sur une affaire de blanchiment d'argent présumé au sein du cercle de jeux parisien Concorde, Paul Barril est mis en examen pour « association de malfaiteurs, en vue de la commission d'extorsion en bande organisée, en vue de la commission d'assassinat et de corruption » dans le cadre de l'affaire du cercle parisien de jeux Concorde, instruite par les juges marseillais Charles Duchaine et Serge Tournaire et écroué le 24 décembre 2007,.
Selon son avocate « Paul Barril nie farouchement les faits qui lui sont imputés » et il a interjeté appel de l'ordonnance de placement en détention. L'appel est rejeté le 2 janvier 2008 devant la chambre de l'instruction de la Cour d'appel d'Aix-en-Provence. Barril décide alors de se pourvoir en cassation contre cette décision.
Il sort de la prison des Baumettes le 24 janvier 2008 contre le paiement d'une caution. Il est relaxé le 25 septembre 2013 par le tribunal correctionnel de Marseille,.

### Santé
Atteint de la maladie de Parkinson, Paul Barril a confié en mars 2014 être placé sous traitement médical lourd.
Le 30 juin 2014, un quiproquo entraîne l'intervention du Groupe d'intervention de la Police nationale qui soupçonne Paul Barril de s'être retranché, armé, dans son domicile du cap d'Antibes. La négociation d'un commandant de gendarmerie permet de dénouer la situation. Paul Barril est hospitalisé dans un état de grande faiblesse. Atteint d'un cancer de la thyroïde et de la maladie de Parkinson, son état de santé s'était dégradé au cours des derniers mois.

## Décorations
- Chevalier de la Légion d'honneur
- Chevalier de l'ordre national du Mérite,
- Médaille de la Gendarmerie nationale, avec citation.

## Publications
- Missions très spéciales, Presses de la Cité, Paris, 1984.
- Guerres secrètes à l'Élysée, Albin Michel, Paris, 1996.
- L'enquête explosive, Flammarion, Paris, 2000.
- Les archives secrètes de Mitterrand, Albin Michel, Paris, 2001.
- Paroles d'honneur, la vérité sur les génocides au Rwanda, Télémaque et L'Essor de la gendarmerie nationale, 2014
- C'était pour la France, Ballant, 2023